# Salbutamol

Salbutamol kemijski spoj koji u tijelu čovjeka djeluje kao kratkodjelujući agonist beta 2 adrenergičkih receptora, te služi kao lijek u liječenju bronhospazma u opstruktivnim bolestima pluća kao što su npr. KOPB ili astma.
Salbutamol, preka beta 2 receptora djeluje i tokolitički (opušta mišiće maternice), pa se stoga može koristiti i u porodništvu. Međutim, dok im je učinkovitost jednaka u prvih 48 sati, beta agonist terbutalin pruža učinkovitiju tokolizu s manje štetnih učinaka (npr. tahikardija) i većom porođajnom težinom djeteta nego salbutamol.